# Reprezentacja Irlandii w rugby 7 kobiet
Reprezentacja Irlandii w rugby 7 kobiet – zespół rugby 7, biorący udział w imieniu Irlandii w meczach i sportowych imprezach międzynarodowych, powoływany przez selekcjonera, w którym mogą występować wyłącznie zawodnicy posiadający obywatelstwo tego kraju, mieszkający w nim, bądź kwalifikujący się ze względu na pochodzenie rodziców lub dziadków. Za jego funkcjonowanie odpowiedzialny jest Irish Rugby Football Union, członek Rugby Europe oraz World Rugby.
Po zdobyciu w 2013 roku Wielkiego Szlema przez reprezentację seniorek IRFU ogłosił długoterminowy plan rozwoju również żeńskiego rugby siedmioosobowego, którego pierwszym efektem ma być awans do turnieju olimpijskiego w 2016 roku. Prócz celu olimpijskiego plan ten miał podnieść prestiż kobiecego sportu w Irlandii, zwiększyć liczbę uprawiających rugby kobiet oraz przyciągnąć zawodniczki z innych dyscyplin sportu, a jego wdrożenie miało kosztować ponad 1,1 miliona euro rocznie.

## Turnieje

### Udział wPucharze Świata
| Rok  | Wynik                 | Źródło |
| ---- | --------------------- | ------ |
| 2009 | –                     |        |
| 2013 | 7–8 (półfinały Plate) |        |
| 2018 | 6.                    |        |
| 2022 | 7.                    |        |

### Udział wWorld Rugby Women’s Sevens Series
| Rok       | Wynik | Źródło |
| --------- | ----- | ------ |
| 2012/2013 | 10.   |        |
| 2013/2014 | 13.   |        |
| 2014/2015 | –     |        |
| 2015/2016 | 12.   |        |
| 2016/2017 | 9.    |        |
| 2017/2018 | 10.   |        |
| 2018/2019 | 8.    |        |
| 2019/2020 | 10.   |        |
| 2021/2022 | 4.    |        |
| 2022/2023 | 5.    |        |

### Udział wmistrzostwach Europy
| Rok  | Wynik | Źródło |
| ---- | ----- | ------ |
| 2003 | –     |        |
| 2004 | –     |        |
| 2005 | –     |        |
| 2006 | 4.    |        |
| 2007 | 5.    |        |
| 2008 | –     |        |
| 2009 | –     |        |
| 2010 | –     |        |
| 2011 | –     |        |
| 2012 | –     |        |
| 2013 | 5.    |        |
| 2014 | 8.    |        |
| 2015 | 5.    |        |
| 2016 | 3.    |        |
| 2017 | 2.    |        |
| 2018 | 3.    |        |
| 2019 | 3.    |        |
| 2021 | –     |        |
| 2022 | 2.    |        |
| 2023 | 6.    |        |